# Chiesa della Santissima Annunziata (San Fili)
La chiesa della Santissima Annunziata si trova a San Fili, centro abitato della Calabria in provincia di Cosenza. Le prime notizie dell'edificio della chiesa madre, consacrata alla Santissima Annunziata, risalgono all'inizio del 1300, quando venne eretto con un'unica navata ed era dedicato a San Felice.
L'ampliamento, che ha portato alle forme barocche attuali con una pianta a croce latina, risale alla seconda metà del 1700 quando fra il 1748 ed il 1802 venne ampliata su progetto di Don Saverio Ricciulli, architetto di Rogliano ed allievo del celebre Vanvitelli.
Molto bello il portale, mentre all'interno sono degni di nota il coro e varie statue lignee del settecento, nonché un crocefisso e alcuni dipinti di Antonio Granata.
A destra della chiesa sorge un campanile provvisto di orologio.
La chiesa è monumento nazionale.